# Торговый дом Василия Аршинова
Торго́вый дом Васи́лия Арши́нова — торговый дом в Старопанском переулке, построенный архитектором Фёдором Шехтелем в 1899 году для предпринимателя Василия Аршинова, занимающегося продажей сукна. Является одним из примеров раннего модерна. По состоянию на 2018-й в здании располагается редакция газеты «Воздушный транспорт».

## История
Исследователи предполагают, что Аршинов нанял Шехтеля для работы над Торговым домом, потому что они были лично знакомы: в 1896 году архитектор работал над обновлением церкви Иоанна Предтечи под Бором, старостой которой числился предприниматель. Торговый дом считается первым офисным зданием в Москве.
Земельный участок был выбран напротив Космодамианской церкви. В центре фасада находится крупное арочное окно, занимающее несколько этажей. По бокам оно фланкировано эркерами, а замковая часть декорирована чёрной женской маской. Центральное окно и крупные декоративные лепные детали, обрамляющие небольшие овальные окна над входом, по задумке Шехтеля зрительно увеличивают небольшое по размеру здание.
Похожее оформление встречается в спроектированных архитектором торговом доме «Боярский двор» и здании Матвея Кузнецова на Мясницкой. Несмотря на новаторство композиционных решений, в чертах Торгового дома Аршинова также видно влияние романской, готической и барочной архитектуры.
Конструкция здания выстроена вокруг наружных несущих стены и тонких металлических опорных колонн, что позволило создать внутри здания свободное пространство. Роль перекрытий играют «своды Монье» — лучковые своды небольшого пролёта, опирающиеся на заделанные в кирпичные стены стальные балки.
Здание отделано серо-зелёной керамической плиткой, а также белыми декоративными лепными деталями. Подобная цветовая гамма характерна для построек Шехтеля начала XX века. Внутри дома сохранились некоторые оригинальные детали оформления, например дверные бронзовые ручки.
15 октября 1900 года здание торжественно освятили. Аршинову так понравилось сотрудничество с Шехтелем, что несколько лет спустя он поручил ему перестроить свой личный особняк на Большой Ордынке.
После революции 1917 года Василий Аршинов передал своё имущество государству, а сам занял позицию заведующего хозяйственной частью Московской горной академии. По состоянию на 2018-й в бывшем Торговом доме Аршинова располагается издательство «Воздушный транспорт».